# Carl Hasselgren
Carl Vilhelm Hasselgren, född 27 november 1886 i By församling, Värmlands län, död 4 december 1965 i Farsta församling, Stockholms stad, var en värmländsk journalist och författare.
Hasselgren växte upp i Säffle och gick på Västra Värmlands folkhögskola. Från år 1909 var Hasselgren verksam som journalist, först i tidningarna Västra Värmland, Nya Wermlands-Tidningen och Göteborgs-Posten, från år 1921 i Karlstads-Tidningen där han arbetade under fyra decennier. Carl Hasselgren skrev texter i många genrer, inte minst om kultur. Han delade den radikala och antinazistiska hållning som Karlstads-Tidningens chefredaktör Mauritz Hellberg hade. När Värmlands journalistförening bildades år 1917 var Hasselgren en av stiftarna och han fortsatte att vara aktiv som styrelseledamot under många år.
Carl Hasselgren författade ett stort antal dikter varav flertalet publicerades i Karlstads-Tidningen. Hans verser om Eva Lisa Holtz, som kallades "Sola" , finns vid statyn av värdshusflickan vid Västra Bron i Karlstad. Hasselgren var också kunnig om Värmlands och Karlstads historia, och skrev bland annat ett verk om uppfinnaren Carl Jakob Heublein, Hybelejen kallad.